# Reinhard von Leiningen-Westerburg

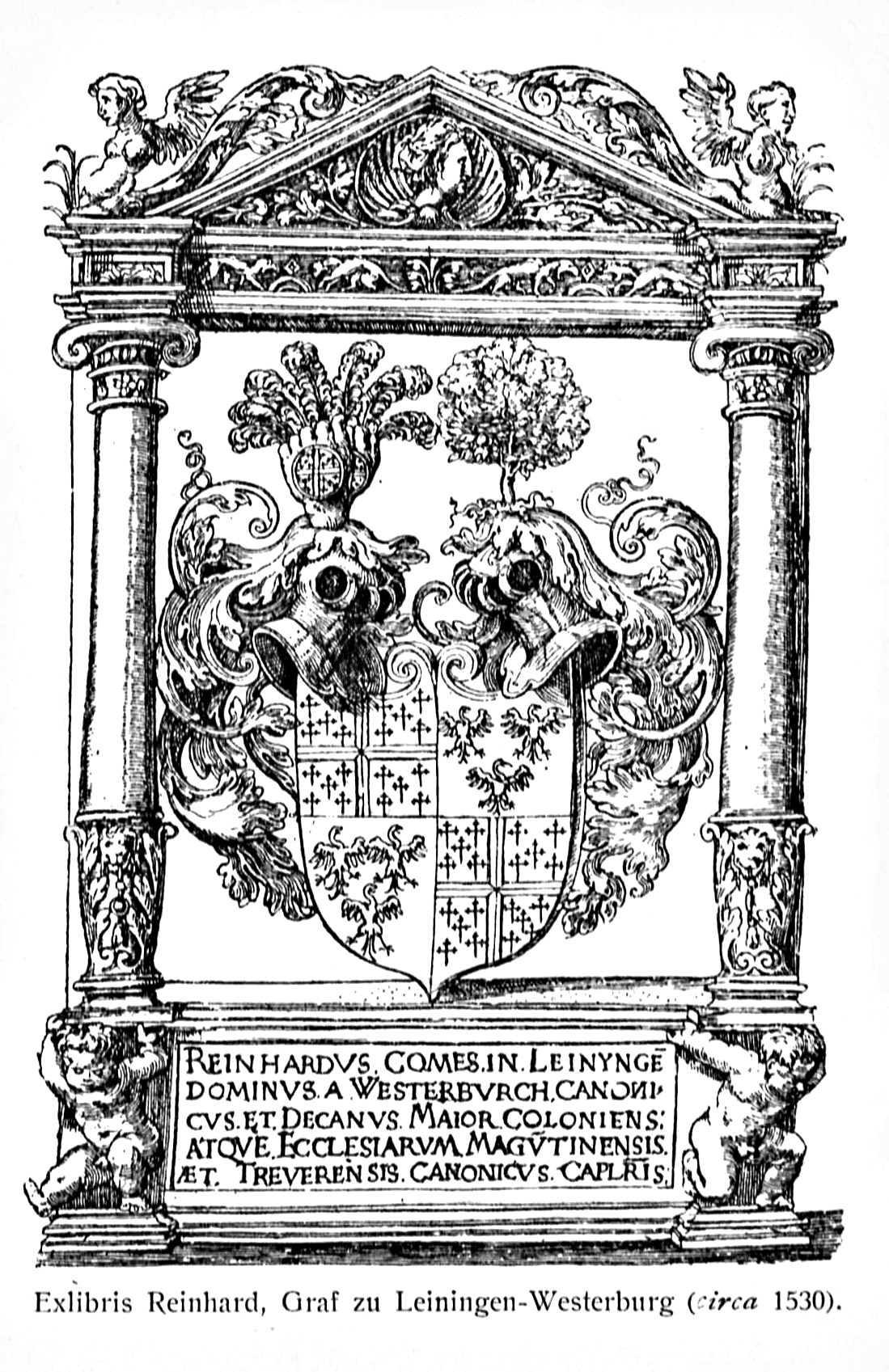
Exlibris von Domdekan Reinhard von Leiningen

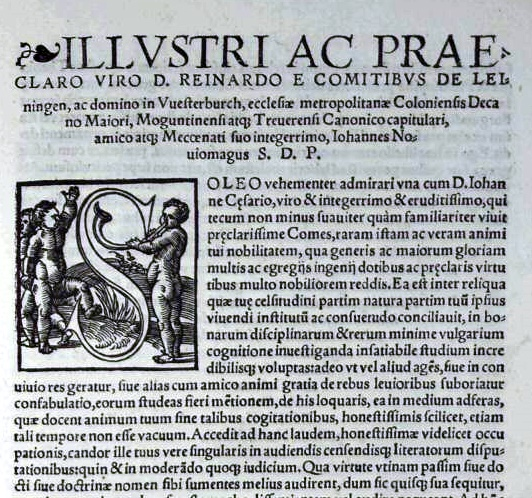
Buchwidmung des Jan van Bronkhorst an Domdekan Reinhard von Leiningen, Köln, 1537

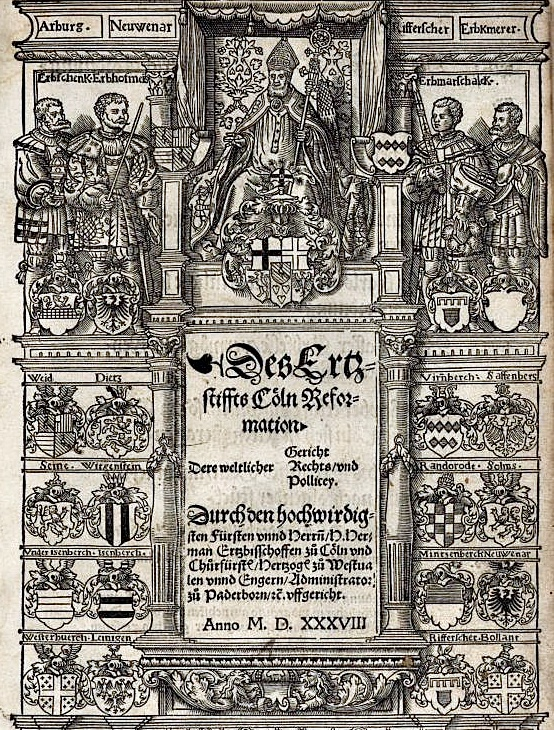
Titelblatt: „Des Ertzstiffts Cöln Reformation dere weltlicher Gericht, Rechts, und Pollicey“, 1538. Links unten Graf Reinhards Wappen Leiningen-Westerburg.

Reinhard von Leiningen (* 29. März 1479; † 13. August 1540 in Zons) war ein Graf von Leiningen, katholischer Geistlicher und Domdekan in Köln.

## Herkunft und Leben
Er war der Sohn des Grafen Reinhard I. von Leiningen (1453–1522) und seiner ersten Gattin Anna von Eppstein, Gräfin von Königstein († 1483). Nach ihrem Tod heiratete der Vater in 2. Ehe Zymeria von Sayn († 1499). Aus beiden Ehen entsprangen 9 Kinder. Reinhard hatte 2 Geschwister aus der gleichen väterlichen Verbindung, nämlich Philipp (1483–1522) und Eva (1481–1543). Philipp starb bereits kurz nach dem Vater. Eva von Leiningen-Westerburg wurde – zusammen mit dem Halbbruder Kuno aus der 2. Ehe des Vaters – regierende Gräfin und sollte als couragierte Landesherrin in das Pfälzer Volksgut eingehen.
Reinhard von Leiningen wurde Geistlicher und blieb somit vom väterlichen Erbe ausgeschlossen. Ab 1502 war er Kanoniker am Domstift Köln, von 1506 an auch in Mainz, ab 1516 überdies in Trier. Von 1530 bis zu seinem Tod amtierte Graf Leiningen als Domdekan in Köln, womit er, nach dem Erzbischof, dort eines der wichtigsten geistlichen Ämter einnahm. Zudem fungierte er ab 1535 als Propst des Kölner Stiftes St. Severin.
Seiner Halbschwester Margarethe von Leiningen, Äbtissin des Klosters Marienberg in Boppard, schenkte er 1538 ein kostbares Reliquiar und ließ darauf eingravieren:„Reinhart Graff tzu Linigen her tzu Westerburch, dumdechent tzu Colen, vnd probst z. C. seiner herzfrintlicher lieben schwesteren 1538.“ Es befand sich 1891 im Besitz des Grafen Karl Emich zu Leiningen-Westerburg-Neuleiningen († 1906). Dieser besaß auch ein Exlibris des Grafen Reinhard, das er in seinem Buch „Deutsche und österreichische Bibliothekszeichen“ abdruckte.
Reinhard von Leiningen starb 1540 in Zons. Die Stadt war an das Domkapitel Köln verpfändet und der Graf amtierte hier auch als domkapitularischer Amtmann. Bei Anwesenheit residierte er dort auf Burg Friedestrom. Graf Reinhard wurde im Kölner Dom beigesetzt, wo sein Grabmal erhalten ist. Zu seinem Tod schlug man in Köln eine Denkmünze mit seinem Porträt, die in Eduard Brinckmeiers Buch „Genealogische Geschichte des uradeligen, reichsgräflichen und reichsfürstlichen, standesherrlichen, erlauchten Hauses Leiningen und Leiningen-Westerburg“ beschrieben ist.
Er sei sehr gelehrt gewesen und habe sich besonders für Mathematik interessiert. Eine freundschaftliche Beziehung bestand zu dem Mathematiker Jan van Bronkhorst, genannt Johannes Noviomagus, den Graf Leiningen förderte und der ihm 1537 eines seiner Bücher widmete. In der Widmung bezeichnet er ihn als seinen „Freund und Mäzen“. Dem Historiker Johannes Bockenrod vermittelte Reinhard von Leiningen um 1514 Material zur Abfassung seines Mainzer Bischofskatalogs „Moguntinorum episcoporum et archiepiscoporum catalogus“. Am 13. Dezember 1534 vertrat er in Koblenz, zusammen mit Johannes Gropper, Bernhard von Hagen und Graf Wilhelm II. von Neuenahr, den Kölner Kurfürsten Hermann V. von Wied, bei einer überregionalen Konferenz über das Täuferreich von Münster.
1536 berief Erzbischof Hermann V. von Wied ein Provinzialkonzil für die Kirchenprovinz Köln ein. Hier wurden unter der maßgeblichen Mitwirkung des späteren Kardinals Johannes Gropper Reformen festgelegt, welche 1538 als Kompendium unter dem Titel „Des Ertzstiffts Cöln Reformation dere weltlicher Gericht, Rechts, und Pollicey“, im Druck erschienen. Das Titelblatt trägt links unten auch das Wappen Reinhards von Leiningen-Westerburg.